# Gàlib (ponts)

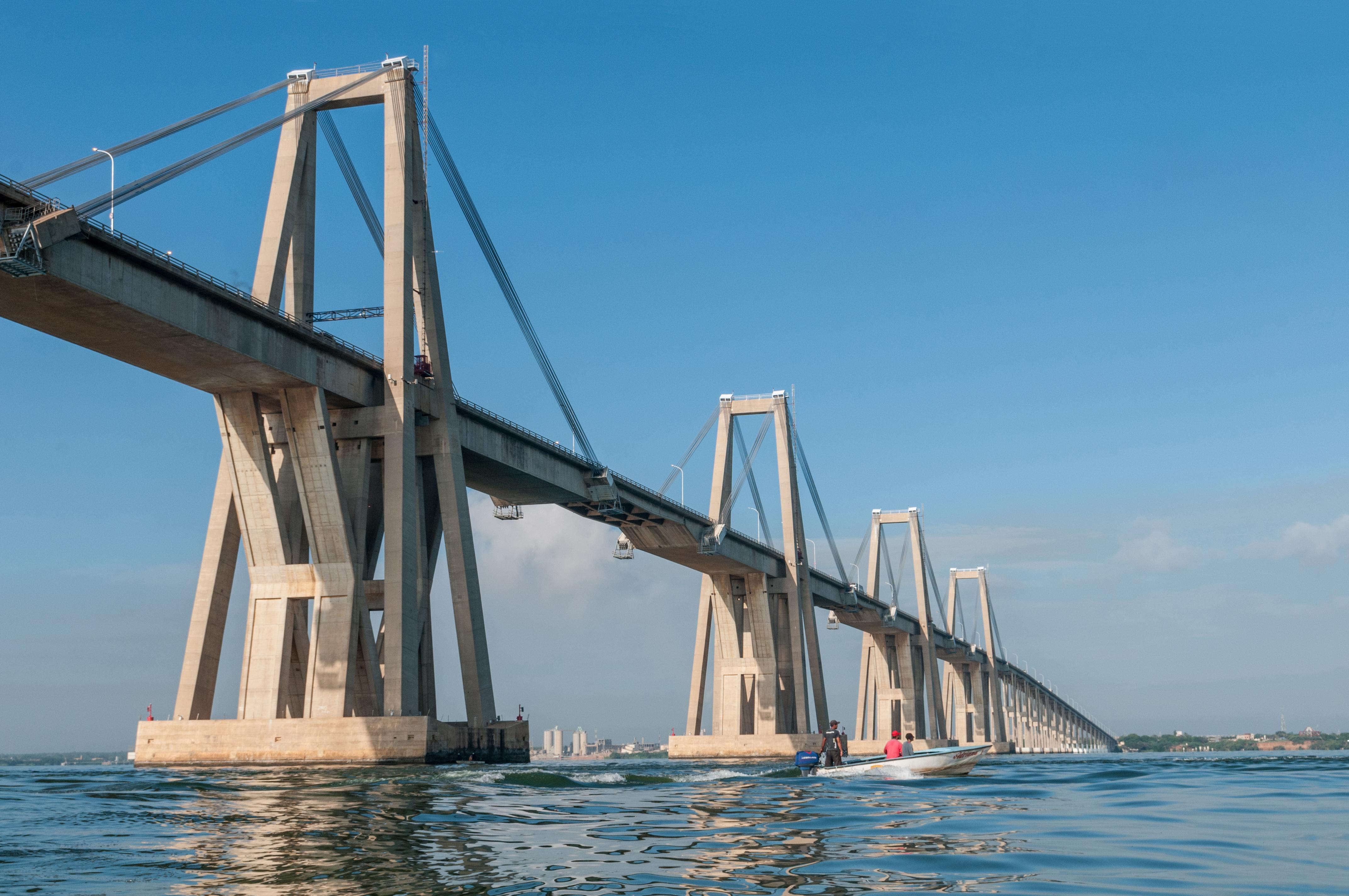
Pont General Rafael Urdaneta, amb major gàlib a la zona de navegació.

S'anomena gàlib d'un pont a la distància entre la part inferior de la superestructura i el nivell mitjà del curs d'aigua. És un paràmetre important per a la navegació aquàtica de vaixells per sota i està relacionat amb la franquia, que és distància entre la part inferior de la superestructura i el nivell de la màxima creixent coneguda.
El gàlib es té en compte durant el projecte només si es preveu navegació pel curs d'aigua, i és la raó per la qual els ponts tenen, normalment, un perfil que s'assembla al perfil d'un pont en arc. Això no determina el tipus de pont, que s'anomena atenent a la forma bàsica de treball de l'estructura, però sí que aconsegueix un major gàlib sobre la zona de navegació sense la necessitat d'elevar-lo en tot el seu desenvolupament, amb el consegüent augment de costos.
Per contra, la franquia sempre ha de ser tinguda en compte, ja que afecta la seguretat del pont durant les crescudes.